# エンパイア レコード
『エンパイア レコード』（原題：Empire Records）は、1995年制作のアメリカ合衆国のコメディ映画。
大手チェーンへの売却の危機にさらされた、ある片田舎の老舗レコード店「エンパイア・レコード」のアルバイト店員たちの騒々しい1日を描く。

## あらすじ
ある片田舎の老舗レコード店「エンパイア・レコード」は深夜24時まで営業し、個性的な店員たちのおかげで地元の若者たちに大人気であった。
ある日、ルーカスが前日の売上金9000ドルを入金しに出たまま戻って来ず、雇われ店長のジョーは心配する。一方、A・Jはずっと恋心を寄せてきたコリーに今日こそ思いを打ち明けようとするが、彼女の頭の中は今日新曲PRのため来店する元アイドル歌手レックスのことでいっぱいだった。
開店直後、ルーカスがひょっこり戻ってきた。ジョーが問い詰めると、売上金はカジノで全部使ってしまったという。ジョーは激怒し、ルーカスに事務所での謹慎を命じる。
そこへ、コリーとジーナとソリが合わないデブラが遅れて出勤してくる。その手首には包帯が。デブラはいきなりトイレに入ると髪を切り始めてスキンヘッドになり、一同を唖然とさせる。
やがて店がいつものように大騒ぎするなか、店の堅物オーナーのミッチがやって来た。前日の売上金9000ドルを受け取りに来たのだ。実はミッチは、店を大手チェーンに売却しようとしていたのだ。大手チェーンの傘下に入ると個性が尊重されなくなることを知ったジョーは反発して密かに金を貯め、共同経営者になることで、この危機を乗り越えようとしていた。そして、その売却計画を知ったルーカスは店を守るため、例の売上金をカジノで増やそうとして、全部すってしまったのだ。
店の存亡の危機を知った店員たちは一致結束し、チャリティーライブを開催することを思いつく。

## キャスト
- コリー：リヴ・タイラー
- A・J：ジョニー・ホイットワース
- ジョー：アンソニー・ラパーリア
- ルーカス：ロリー・コクレーン
- ジェーン：デビ・メイザー
- デブラ：ロビン・タニー
- ジーナ：レネー・ゼルウィガー
- レックス・マニング：マックスウェル・コールフィールド
- マーク：イーサン・ランドール
- ウォーレン：ブレンダン・セクストン3世

※ほかにトビー・マグワイアも出演しているが、彼の出演シーンはカットされた。

## その他
デブラが劇中で衝動的にスキンヘッドにするシーンがあるが、演者のロビン・タニーは実際にスキンヘッドにして撮影に臨んだ。